# Крстарећи тенкови
Крстарећи тенк (такође назван тенк крсташ, коњички тенк или брзи тенк) је био британски концепт израде тенкова током периода између два рата. На основу овог концепта израђен је низ тенкова током Другог светског рата.
Као и бродови крстарице, крстарећи тенкови су били брзи и окретни и били су дизајнирани да делују независно од пешадије и тежих пешадијских тенкова.
Када би пешадијски тенкови направили рупу у противничкој линији фронта, крстарећи тенкови је требало да продру у позадину, нападајући линије снабдевања и комуникације у складу са теоријама Персија Хобарта и Лајдел Харта. Брзина је стога била кључан фактор, и зарад ње први крстарећи тенкови били су лако оклопљени и наоружани. Акценат на брзини учинио је британске тенкове неизбалансираним и рањивим на бојишту које се потпуно променило од времена Првог светског рата. Можда и већи проблем од лаког оклопа био је малокалибарски главни топ од 40 милиметара који је на почетку рата имао сјајну пробојност оклопа али уз који није испоручивана високоексплозивна муниција. Стога су крстарећи тенкови били изузетно рањиви од стране немачких противтенковских топова услед њиховог великог домета. Да иронија буде већа, тенкови који је требало да се ослањају на брзину и високу мобилност патили су од сталних проблема са непоузданим моторима. Ово није решено све до 1944. године и појаве Кромвел тенка и његовог поузданог Ролс Ројс Метеор мотора.
Крстарећи тенкови у периоду између два рата су били A-9, A-10 и А-13, који су коришћени у кампањама у Француској, Грчкој и северној Африци. А-13 је био први британски тенк са кристи вешањем, по угледу на совјетске БТ тенкове. У раној фази рата, вероватно најпознатији крстарећи тенк је био Крусејдер тенк (интензивно коришћен у северној Африци). Други крстарећи тенкови коришћени у Другом светском рату су били Ковенантер, Кентаур, Кромвел и Комет тенк. Кентаур и Кромвел коришћени су од искрцавања на Нормандију, а Комет од почетка 1945. године. До овог периода у рату, крстарећи тенкови су имали толико унапређен оклоп и наоружање да се нису могли разликовати од средњих тенкова.
Током рата, техничка унапређења тешких тенкова учинили су их приближним по брзини крстарећим тенковима тако да је концепт постао застарео. Последњи тенк овог концепта је био Центурион тенк, који је у многим аспектима заправо био прелаз између крстарећих тенкова и модерног концепта главног борбеног тенка.
Исти концепт користио је и СССР током тридесетих година, што се осликава у серији БТ тенкова (бистроходни, тј. брзи тенкови).